# Clark (Dacota do Sul)
Clark é uma cidade localizada no estado norte-americano de Dakota do Sul, no Condado de Clark.

## Demografia
Segundo o censo norte-americano de 2000, a sua população era de 1285 habitantes.
Em 2006, foi estimada uma população de 1146, um decréscimo de 139 (-10.8%).

## Geografia
De acordo com o United States Census Bureau tem uma área de
3,4 km², dos quais 3,4 km² cobertos por terra e 0,0 km² cobertos por água.

## Localidades na vizinhança
O diagrama seguinte representa as localidades num raio de 24 km ao redor de Clark.